# Карасазький сільський округ (Райимбецький район)
Караса́зький сільський округ (каз. Қарасаз ауылдық округі, рос. Карасазский сельский округ) — адміністративна одиниця у складі Райимбецького району Алматинської області Казахстану. Адміністративний центр — село Карасаз.
Населення — 2256 осіб (2021; 2803 у 2009, 3229 у 1999, 3283 у 1989).
Станом на 1989 рік існувала Карасазька сільська рада (село Карасаз), село Тузколь перебувало у складі Ленінської сільської ради.

## Склад
До складу округу входять такі населені пункти:
| Населений пункт | Населення, осіб (1989) | Населення, осіб (1999) | Населення, осіб (2009) | Населення, осіб (2021) |
| --------------- | ---------------------- | ---------------------- | ---------------------- | ---------------------- |
| Карасаз, село   | 2798                   | 2685                   | 2250                   | 1869                   |
| Тузкол, село    | 485                    | 544                    | 553                    | 387                    |